# Eudulophasia moeschleri
Eudulophasia moeschleri là một loài bướm đêm trong họ Geometridae.